# 大甲街
大甲街，為1920年~1945年間存在之行政區，轄屬台中州大甲郡。今台中市大甲區。

## 街原名
原屬苗栗三堡下之大甲街、番仔藔庄、庄尾庄、橫圳庄、社尾庄、營盤口庄、山脚庄、外水尾庄、頂店庄、日南庄、日南社庄、五里牌庄、九張犂庄、銅安厝庄、船頭埔庄、頂後厝仔庄、西勢庄、雙藔庄、新庄仔庄、六塊厝庄、後厝仔庄

## 行政區劃
大甲街轄域內分為大甲、番子寮、庄尾、橫圳、社尾、營盤口、山脚、外水尾、頂店、日南、日南社、五里牌、九張犁、銅安厝、船頭埔、頂後厝子、西勢、雙寮、新庄子、六塊厝、後厝子21個大字。
- 1920年~1922年間為大甲庄，1922年升格為大甲街。

- 山脚大字下有「頂山脚」、「下山脚」小字名
- 社尾大字下有「社尾」、「溪埔」小字名
- 九張犁大字下有「九張犁」、「六股」小字名